# Llau del Cóm
La llau del Cóm és una llau que pertany a l'actual terme de Gavet de la Conca, dins de l'antic municipi d'Aransís.
Es forma a la Serra de la Vall de Llimiana, des d'on davalla cap al sud, deixant els pobles de Sant Cristòfol de la Vall a prop i a ponent i Sant Martí de Barcedana i Sant Miquel de la Vall més lluny i a llevant. Continua cap al sud-sud-oest, i s'aboca en el barranc de les Moles al nord-est de la Masia del Ton.